# Grit Breuer
Pour les articles homonymes, voir Breuer (homonymie).
Grit Breuer, née le 16 février 1972 à Röbel, est une ancienne athlète allemande, pratiquant le 400 mètres. Ses performances sont entachées par des affaires de dopage.

## Biographie
Elle commence sa carrière pour la RDA à l'âge de 16 ans lors des championnats du monde juniors, où elle remporte le 400 m et le relais 4 × 400 mètres. 
Aux Jeux olympiques d'été de 1988 elle fait partie de l'équipe de relais 4 × 400 mètres. Elle ne participe qu'aux premiers tours et ses coéquipières remportent la médaille de bronze.
Lors des Championnats d'Europe d'athlétisme 1990 à Split, elle réalise le doublé 400, relais 4 × 400 mètres. Puis l'année suivante, elle remporte la médaille d'argent sur 400 mètres  aux Championnats du monde d'athlétisme 1991 à Tokyo et deux médailles de bronze lors des deux relais. Elle y réalise son record personnel qui est de 49s42. 
En 1992, une affaire de dopage secoue le monde de l'athlétisme. Breuer, ainsi que deux athlètes de son groupe d'entraînement Katrin Krabbe et Silke Gladisch-Möller font l'objet d'un contrôle inopiné en janvier. Les échantillons intriguent les contrôleurs : « Le laboratoire n'a certes pas découvert d’anabolisants, mais les analyses sont absolument identiques, comme si elles provenaient d’une seule et même personne ! ». Un mois plus tard, elles sont condamnées à 4 mois de suspension pour tricherie lors d'un contrôle antidopage par la fédération allemande. L'avocat des championnes réussit à semer le doute auprès des juges de la fédération internationale d'athlétisme en évoquant l'absence de preuves sur la manipulation des produits par les athlètes et obtient leur acquittement. Toutefois, en juillet 1992, un nouveau contrôle inopiné découvre des traces de clenbutérol (anabolisant) dans les urines de Grit Breuer, Katrin Krabbe et Manuela Derr. Elles sont condamnées à deux ans de suspension pour dopage,.   
Lorsqu'elle revient sur la scène internationale, elle obtient une médaille de bronze au relais 4 × 400 mètres aux Jeux olympiques 1996 à Atlanta et une médaille d'or, toujours avec le relais aux Championnats du monde d'athlétisme 1997 à Athènes. 
L'année suivante, elle réalise à nouveau le doublé 400, relais 4 × 400 mètres lors des Championnats d'Europe d'athlétisme 1998 puis une nouvelle médaille de bronze au relais lors des Championnats du monde d'athlétisme 1999. 
Elle participera de nouveau aux Championnats d'Europe d'athlétisme 2002 à Munich où elle remportera une médaille d'or au relais  et une médaille d'argent sur 400 mètres.
En septembre 2004, elle se soustrait à un contrôle inopiné de l'agence antidopage allemande puis en mars 2005 son compagnon et ex-entraineur Thomas Springstein est condamné à 16 mois de prison avec sursis pour avoir fourni des anabolisants à une jeune athlète de 17 ans. En décembre 2005, elle met un terme à sa carrière sportive,.

## Palmarès

### Jeux olympiques
- Jeux olympiques d'été de 1996 à Atlanta :
  -  Médaille de bronze du relais 4 × 400 mètres

### Championnats du monde
| - Championnats du monde d'athlétisme 1991 à Tokyo : - Médaille d'argent du 400 mètres - Médaille de bronze du relais 4 × 100 mètres - Médaille de bronze du relais 4 × 400 mètres - Championnats du monde d'athlétisme 1997 à Athènes : - Médaille d'or du relais 4 × 400 mètres - Championnats du monde d'athlétisme 1999 à Séville : - Médaille de bronze du relais 4 × 400 mètres - Championnats du monde d'athlétisme 2001 à Edmonton : - Médaille d'argent du 4 × 400 mètres | - Championnats du monde d'athlétisme en salle 1991 à Séville : - Médaille d'or du relais 4 × 400 mètres |

### Championnats d'Europe
| - Championnats d'Europe d'athlétisme 1990 à Split : - Médaille d'or du 400 mètres - Médaille d'or du relais 4 × 400 mètres - Championnats d'Europe d'athlétisme 1998 à Budapest : - Médaille d'or du 400 mètres - Médaille d'or du relais 4 × 400 mètres - Championnats d'Europe d'athlétisme 2002 à Munich : - Médaille d'or du relais 4 × 400 mètres - Médaille d'argent du 400 mètres | - Championnats d'Europe d'athlétisme en salle 1998 à Valence : - Médaille d'or du 400 mètres |